# Liste der Naturdenkmale in Burgen (Untermosel)
Die Liste der Naturdenkmale in Burgen nennt die im Gemeindegebiet von Burgen ausgewiesenen Naturdenkmale (Stand 2. Mai 2024).

## Ehemalige Naturdenkmale
| Nr. | Bezeichnung  | Lage                                              | Beschreibung                                                                                                | Bild                                    |
| --- | ------------ | ------------------------------------------------- | --- | --------------------------------------- |
|     | Römerkastell | südlich des Ortes; Abteilung Der Gleichewald Lage | Siedlungsplatz der Römerzeit; flächenhaftes Naturdenkmal; Rechtsverordnung am 16. September 2013 aufgehoben | Direkt Bild zu diesem Denkmal hochladen |